# Andrena ponomarevae
Andrena ponomarevae là một loài Hymenoptera trong họ Andrenidae. Loài này được Osytshnjuk mô tả khoa học năm 1983.